# سباستيان نافارو
سباستيان نافارو (بالإسبانية: Sebastián Navarro)‏ (24 فبراير 1988 في الأرجنتين - ) هو لاعب كرة قدم أرجنتيني في مركز الوسط. لعب مع نادي أتليتيكو ألدوسيفي.

## وصلات خارجية
- سباستيان نافارو على موقع قاعدة بيانات كرة القدم.إي يو (الإنجليزية)
- سباستيان نافارو على موقع Soccerway.com (الإنجليزية)